# (5946) Hrozný
5946 Hrozny (1984 UC1) – planetoida z pasa głównego asteroid okrążająca Słońce w ciągu 3,58 lat w średniej odległości 2,34 j.a. Odkryta 28 października 1984 roku.